# Cezary Kucharski
Cezary Kucharski (* 17. Februar 1972 in Łuków) ist ein ehemaliger polnischer Fußballspieler. Der Stürmer spielte während seiner Profikarriere in Polen, der Schweiz, Griechenland und Spanien. Viermal, insgesamt acht Spielzeiten, stand er bei KP Legia Warschau unter Vertrag. Er erzielte dort in 157 Spielen 58 Tore und errang zweimal den Meistertitel. Mit der polnischen Nationalmannschaft nahm er an der WM 2002 in Japan und Südkorea teil.
Nach den Parlamentswahlen 2011 saß er für die Platforma Obywatelska bis 2015 im polnischen Parlament.
Kucharski war Berater von Robert Lewandowski und war mit ihm Eigentümer einer Sportagentur. Im September 2020 verklagte Kucharski Lewandowski auf Schadensersatz in Millionenhöhe. Kucharski berät die polnischen Nationalspieler Rafał Wolski und Michał Kucharczyk.

## Erfolge
- Polnischer Meister (2002, 2006)
- Polnischer Ligapokalsieger (2002)
- Polnischer Pokalsieger (1997)
- WM-Teilnahme (2002)